# Chains (brano musicale)
Chains è un brano musicale composto da Gerry Goffin e da Carole King. Divenne una hit minore delle Cookies, ed ha avuto una cover dai Beatles; anche gli Everly Brothers ne hanno registrato una cover, che però non è mai stata pubblicata.

## Il brano

### Versione delle Cookies
Il singolo delle Cookies, pubblicato nel Novembre 1962, era stato estratto da un omonimo album, ed era arrivato al diciassettesimo posto delle classifiche pop, e nel settimo di quelle R&B.

### Versione dei Beatles
A Liverpool il singolo delle Cookies divenne molto popolare, ed i Beatles la inserirono nel loro repertorio. Durante la sessione di registrazione di Please Please Me, l'11 febbraio 1963, vennero registrati quattro nastri del brano. Il migliore venne considerato il primo, che fu alla base del mix mono e stereo, realizzati il 25 febbraio. La loro versione è stata criticata dal critico Ian MacDonald come un pezzo stonato e non spontaneo.
I Beatles la eseguirono molte volte alla BBC, in show come Side by Side, Here We Go e Pop Go the Beatles; è stata inclusa anche negli album Live at the BBC e On Air - Live at the BBC Volume 2. La versione su quest'ultimo è stata registrata il 17 giugno 1963, e trasmessa per la prima volta il 25 sul programma Pop Go the Beatles.

## Formazione

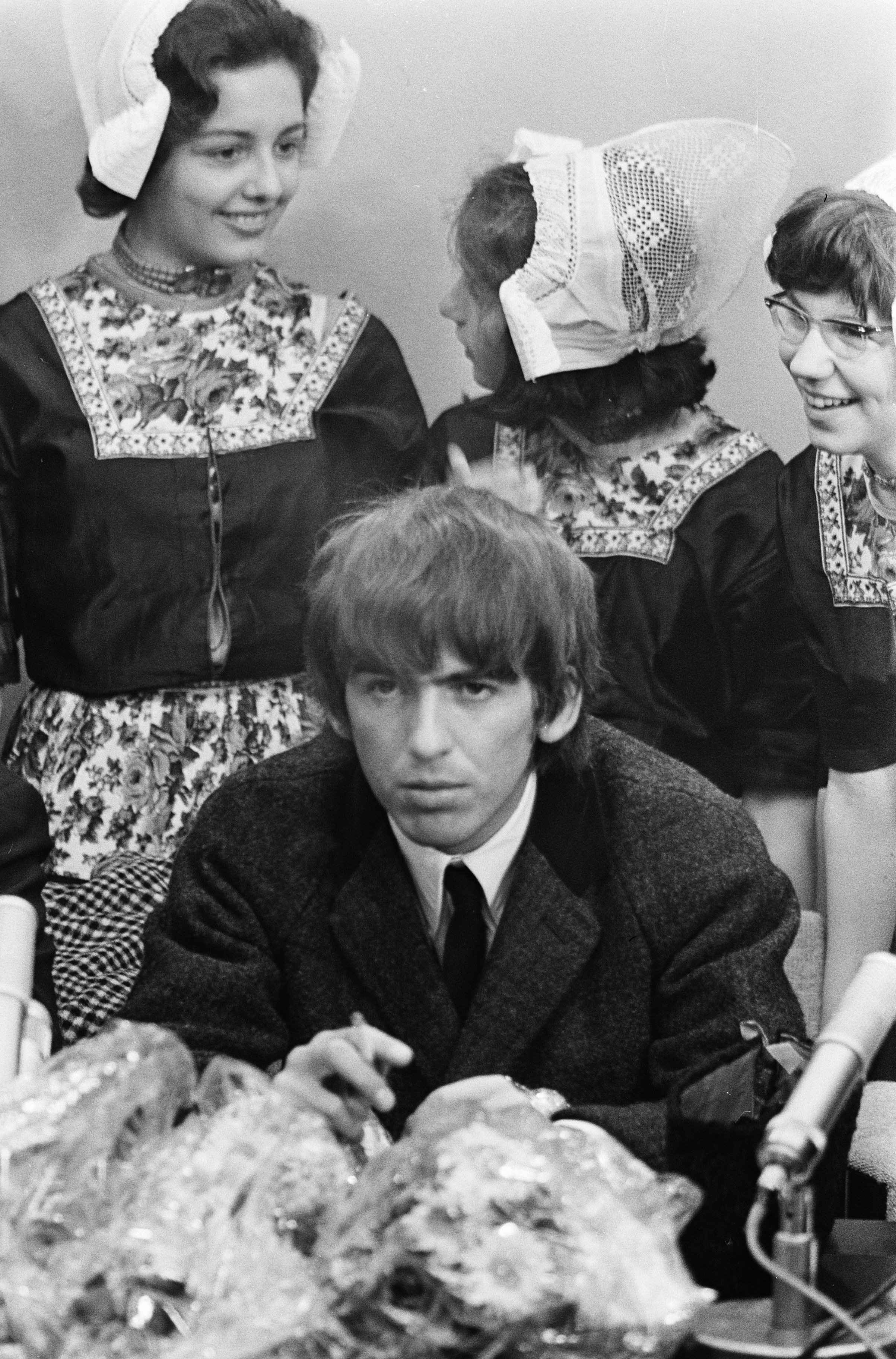
George Harrison, vocalist del brano

### Versione delle Cookies
- Earl-Jean McCrea - voce
- Margaret Ross - cori
- Dorothy Jones - cori
- Eva Boyd - cori

### Versione dei Beatles
- George Harrison - voce, chitarra solista
- Paul McCartney - voce, basso elettrico
- John Lennon - voce, armonica a bocca, chitarra ritmica
- Ringo Starr - batteria[6]